# The Cross Bearer

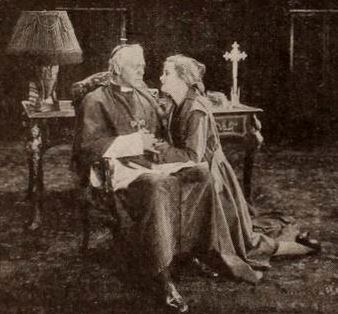
Montagu Love i Jeanne Eagels en un fotograma de la pel·lícula

The Cross Bearer és una pel·lícula muda de la de la World Film Company dirigida per George Archainbaud i protagonitzada per Montagu Love, Jeanne Eagels i Tony Merlo. La pel·lícula es va estrenar el 1 d’abril de 1918. Es considera una pel·lícula perduda.

## Argument
Quan les tropes alemanyes envaeixen la ciutat belga de Lovaina durant la Primera Guerra Mundial el cardenal Mercier protegeix l’altar de la seva església de la profanació. Tot i que els soldats cometen grans atrocitats, el cardenal fa tot el possible per protegir els ciutadans. Liane de Merode, una jove tutelada pel cardenal Mercier, està promesa amb l'oficial belga Maurice Lambeaux, però el governador general alemany, el baró Spiegelman, intenta fer-se-la seva tot i els esforços del cardenal. Maurice travessa les línies alemanyes disfressat i el cardenal casa en secret a la jove parella i els aconsegueix passar cap a França on aconsegueixen arribar després d’una sèrie de vicissituds.

## Repartiment
- Montagu Love (cardenal Mercier)
- Jeanne Eagels (Liane de Merode)
- Anthony Merlo (tinent Maurice Lambeaux)
- George Morgan (Gaston Van Leys)
- Edward Elkas (banquer Van Leys)
- Charles Brandt (baró Spiegelman)
- Eloise Clement] (Jeanne Perrier)
- Al Hart (coronel Krause)
- Alec B. Francis (germà Joseph)
- Kate Lester (la criada del cardenal)
- Fanny Cogan (Madame Lambeaux)
- Henrietta Simpson (Madame Van Leys)[1]
- Hubert Wilke[4]